# Lethata pyrenodes
Lethata pyrenodes es una especie de polilla del género Lethata, orden Lepidoptera.
Fue descrita científicamente por Meyrick en 1915.

## Descripción
Su envergadura es de 19 mm.

## Distribución
Se encuentra en Argentina y Brasil.